# Centrum Medyczne Sieff
Centrum Medyczne Sieff (hebr. בית החולים רבקה זיו, Merkaz Refu'i Ziv; ang. The Ziv Medical Center) – szpital położony w mieście Safed na północy Izraela. Jest to główny szpital Górnej Galilei i Wzgórz Golan.

## Historia
W 1907 roku Baron Edmond James de Rothschild przedstawił propozycję budowy żydowskiego szpitala w mieście Safed w Górnej Galilei. Od 1904 roku istniał tam szpital chrześcijański prowadzony przez Londyńskie Towarzystwo Szerzenia Chrześcijaństwa wśród Żydów. Starania barona Rothschild poparła organizacja Hadassa i żydowski szpital w SAfedzie został otworzony w 1912 roku. Służył on rozwijającym się osadom żydowskim w Galilei. Szpital posiadał dwa budynki o kształcie hebrajskich liter bet (ב) i chet (ח). Personel medyczny składał się z lekarzy i pielęgniarek sprowadzonych przez organizację Hadassa ze Stanów Zjednoczonych. Wraz z wybuchem I wojny światowej w 1914 roku władze osmańskie skonfiskowały szpital, przekształcając go w szpital wojskowy. W wyniku wojny cała Palestyna przeszła pod panowanie Brytyjczyków, którzy utworzyli Brytyjski Mandat Palestyny. W 1921 roku organizacja Hadassa zdołała ponownie otworzyć tutejszy szpital, w którym uruchomiono oddziały gruźliczy i położniczy. Pomimo że był to szpital żydowski, służył on w tamtych latach głównie miejscowej ludności arabskiej. Ludność żydowska wolała udawać się do szpitala w Tyberiadzie. Wraz z wybuchem pod koniec 1947 roku wojny domowej w Mandacie Palestyny ewakuowano chorych na gruźlicę do Zichron Ja’akow. Podczas I wojny izraelsko-arabskiej w 1948 roku służył on jako szpital wojskowy. Kierował nim wolontariusz z Anglii, dr Zimmerman. Szpital działał w bardzo trudnych warunkach wojennych, a izolowane położenie w górach Galilei powodowało, że odczuwał on bardzo duże braki środków znieczulających, leków i opatrunków. W 1949 roku został przekształcony w szpital państwowy. Posiadał on wówczas oddział położniczy i psychiatrię. Szybki rozwój Safedu wymusił na władzach podjęcie decyzji o rozbudowie szpitala. W latach 1962–1972 wybudowano nowoczesny budynek szpitalny zaprojektowany przez architekta Mojżesza Mizrachi. Został on nazwany na cześć zmarłej w 1966 roku prezes Międzynarodowej Syjonistycznej Organizacji Kobiet Wizo Rebeki Sieff. Szpital uruchomiono niemal na wybuch wojny Jom Kipur w 1973 roku, podczas której przyjął setki rannych żołnierzy ze Wzgórz Golan. Podczas wojny libańskiej (1982-1985) i w kolejnych latach przyjmował licznych rannych z terytorium południowego Libanu oraz ofiary przygranicznych ostrzałów rakietowych. Wybudowane przy szpitalu lądowisko dla helikopterów sprawiło, że stał się on strategicznym punktem przyjmowania rannych podczas II wojny libańskiej w 2006 roku. Szpital współpracuje z Wydziałem Medycznym Uniwersytetu Bar-Ilana.

## Oddziały szpitalne
Personel medyczny szpitala liczy 1,2 tys. osób. Szpital posiada 314 łóżek dla pacjentów. Średnie ich obłożenie wynosi 90% w roku. W szpitalu znajduje się pięć sal operacyjnych i 22 stanowiska pierwszej pomocy.
Szpital posiada następujące oddziały medyczne: szpitalny oddział ratunkowy, pediatrię (klinika, oddział zdrowia psychicznego dzieci i młodzieży, oraz szkoła specjalna), onkologia kliniczna, radiologia i diagnostyka obrazowa, chirurgia, proktologia, chirurgia szczękowo-twarzowa, chirurgia dziecięca, chirurgia plastyczna, neurochirurgia, urologia, ortopedia (z odrębnym oddziałem ortopedii dziecięcej), alergologia i immunologia, ginekologia i położnictwo, okulistyka, pulmonologia, endokrynologia, centrum dializ, oraz psychiatria (w odrębnym budynku). Przy szpitalu znajduje się lądowisko dla helikopterów.

## Transport
Przy szpitalu przebiega droga ekspresowa nr 89.